# Liste der Nummer-eins-Hits in Schweden (1998)
Diese Liste enthält alle Nummer-eins-Hits in Schweden im Jahr 1998. Es gab in diesem Jahr elf Nummer-eins-Singles und 24 Nummer-eins-Alben.
| Singles | Alben |
| --- | --- |
| - Hanson – I Will Come to You - 5 Wochen (12. Dezember 1997 – 15. Januar 1998) - Natalie Imbruglia – Torn - 5 Wochen (16. Januar – 19. Februar) - Run-D.M.C. vs. Jason Nevins – It's Like That - 1 Woche (20. Februar – 26. Februar) - Céline Dion – My Heart Will Go On - 11 Wochen (27. Februar – 14. Mai) - S.O.A.P. – This is How We Party - 1 Woche (15. Mai – 21. Mai) - Drömhus – Vill ha dig - 4 Wochen (22. Mai – 18. Juni) - Ricky Martin – La Copa De La Vida - 6 Wochen (19. Juni – 30. Juli) - Dr. Bombay – Calcutta (Taxi, Taxi, Taxi) - 9 Wochen (31. Juli – 30. September) - Emilia – Big Big World - 7 Wochen (1. Oktober – 18. November) - E-Type – Here I Go Again - 2 Wochen (19. November – 2. Dezember) - Cher – Believe - 5 Wochen (3. Dezember 1998 – 13. Januar 1999) | - Aqua – Aquarium - 4 Wochen (5. Dezember 1997 – 1. Januar 1998, insgesamt 6 Wochen; → 1997) - Enya – Paint The Sky With Stars – The Best Of - 1 Woche (2. Januar – 8. Januar, insgesamt 2 Wochen; → 1997) - Era – Era - 3 Wochen (9. Januar – 29. Januar) - Eric Gadd – Greatest Hits - 3 Wochen (30. Januar – 19. Februar) - Titanic: Music from the Motion Picture (Soundtrack) - 8 Wochen (20. Februar – 16. April) - Savage Garden – Savage Garden - 2 Wochen (17. April – 30. April, insgesamt 4 Wochen) - Hjalle & Heavy – På rymmen - 4 Wochen (1. Mai – 28. Mai) - Sarah Brightman – The Andrew Lloyd Webber Collection - 1 Woche (29. Mai – 4. Juni) - Modern Talking – Back for Good - 1 Woche (5. Juni – 11. Juni, insgesamt 5 Wochen) - John Fogerty – Premonition - 1 Woche (12. Juni – 18. Juni, insgesamt 2 Wochen) - Hjalle & Heavy – 2: A säsongen - 4 Wochen (19. Juni – 16. Juli) - John Fogerty – Premonition - 1 Woche (17. Juli – 23. Juli, insgesamt 2 Wochen) - Modern Talking – Back For Good - 4 Wochen (24. Juli – 20. August, insgesamt 5 Wochen) - Electric Banana Band – Electric Banana Tajm - 2 Wochen (21. August – 3. September) - Savage Garden – Savage Garden - 2 Wochen (4. September – 16. September, insgesamt 4 Wochen) - Céline Dion – Let’s Talk About Love - 1 Woche (17. September – 23. September) - Manic Street Preachers – This Is My Truth Tell Me Yours - 1 Woche (24. September – 30. September) - Kiss – Psycho Circus - 1 Woche (1. Oktober – 7. Oktober) - Depeche Mode – The Singles 86>98 - 2 Wochen (8. Oktober – 21. Oktober) - Phil Collins – …Hits - 1 Woche (22. Oktober – 28. Oktober) - The Cardigans – Gran Turismo - 1 Woche (29. Oktober – 4. November) - Ulf Lundell – Slugger - 1 Woche (5. November – 11. November) - U2 – The Best Of 1980–1990 - 1 Woche (12. November – 18. November) - Vonda Shepard – Songs From Ally McBeal - 2 Wochen (19. November – 2. Dezember) - Metallica – Garage Inc. - 1 Woche (3. Dezember – 9. Dezember) - E-Type – Last Man Standing - 1 Woche (10. Dezember – 16. Dezember) - Dr. Bombay – Rice and Curry - 4 Wochen (17. Dezember 1998 – 13. Januar 1999) |